# Lucille George-Wout
Lucille Andrea George-Wout (Curaçao, 26 februari 1950) is een Curaçaos politicus en sinds november 2013 gouverneur van Curaçao. 
Ze doorliep de Mulo aan de Wilhelminaschool in Willemstad en studeerde in Nederland aan de katholieke sociale academie in Sittard. Ze deed een HBO-opleiding Jeugd Sociaal Werker en was van 1971 tot 1980 op Curaçao werkzaam in dat vakgebied. 
In 1979 werd ze secretaris van de Partido MAN en was van 1980 tot 1984 en van 1986 tot 1990 lid van de eilandsraad. Van 1980 tot 1984 en van 1986 tot 1988 was ze tevens gedeputeerde van het eilandgebied Curaçao binnen de Nederlandse Antillen namens de MAN  en was belast met de portefeuilles van Financiën, Sociale Zaken, Volkshuisvesting en Algemene Zaken.
Na een breuk in de MAN was zij in 1993 mede-oprichter van de Partido Antiá Restrukturá (PAR). Ze was voorzitter van de Staten van de Nederlandse Antillen (verkozen in 1994 als eerste vrouw in deze positie en in 1998 herkozen) en werd in 1999 minister van Binnenlandse Zaken, Arbeid en Sociale Zaken van de Nederlandse Antillen in het derde kabinet-Pourier. In die functie diende ze in september 2000 haar ontslag in wegens onvrede over de trage besluitvorming rond de bezuinigingsmaatregelen. In 2001 werd ze koninklijk onderscheiden.
Op 4 november 2013 werd George-Wout, op aanbeveling van de Raad van Ministers van Curaçao en daarna met instemming door de Rijksministerraad, door koning Willem-Alexander beëdigd tot gouverneur van Curaçao als opvolger van Frits Goedgedrag, die reeds een jaar waargenomen werd door Adèle van der Pluijm-Vrede.
In 1997 kwam George-Wout als parlementsvoorzitter in opspraak met uitlatingen na voor de Antillen ongunstig uitgepakte afspraken bij de Europese Unie over rijstimport. Ze beschuldigde de Nederlandse minister van Buitenlandse Zaken Hans van Mierlo ervan de Antilliaanse zaak belazerd te hebben en waarschuwde dat Nederlandse parlementariërs zich in het harnas moeten hijsen wanneer ze op bezoek gaan op de Antillen omdat hun veiligheid in het geding zou zijn.
Ze is gehuwd met Herman George, voorheen voorzitter van een woningbouwstichting en nu voorzitter van een fonds voor sociale ontwikkeling en economische bedrijvigheid. Hij was tevens voorzitter van het Nationaal Comité Inhuldiging Curaçao. 